# Acuerdo de destructores por bases

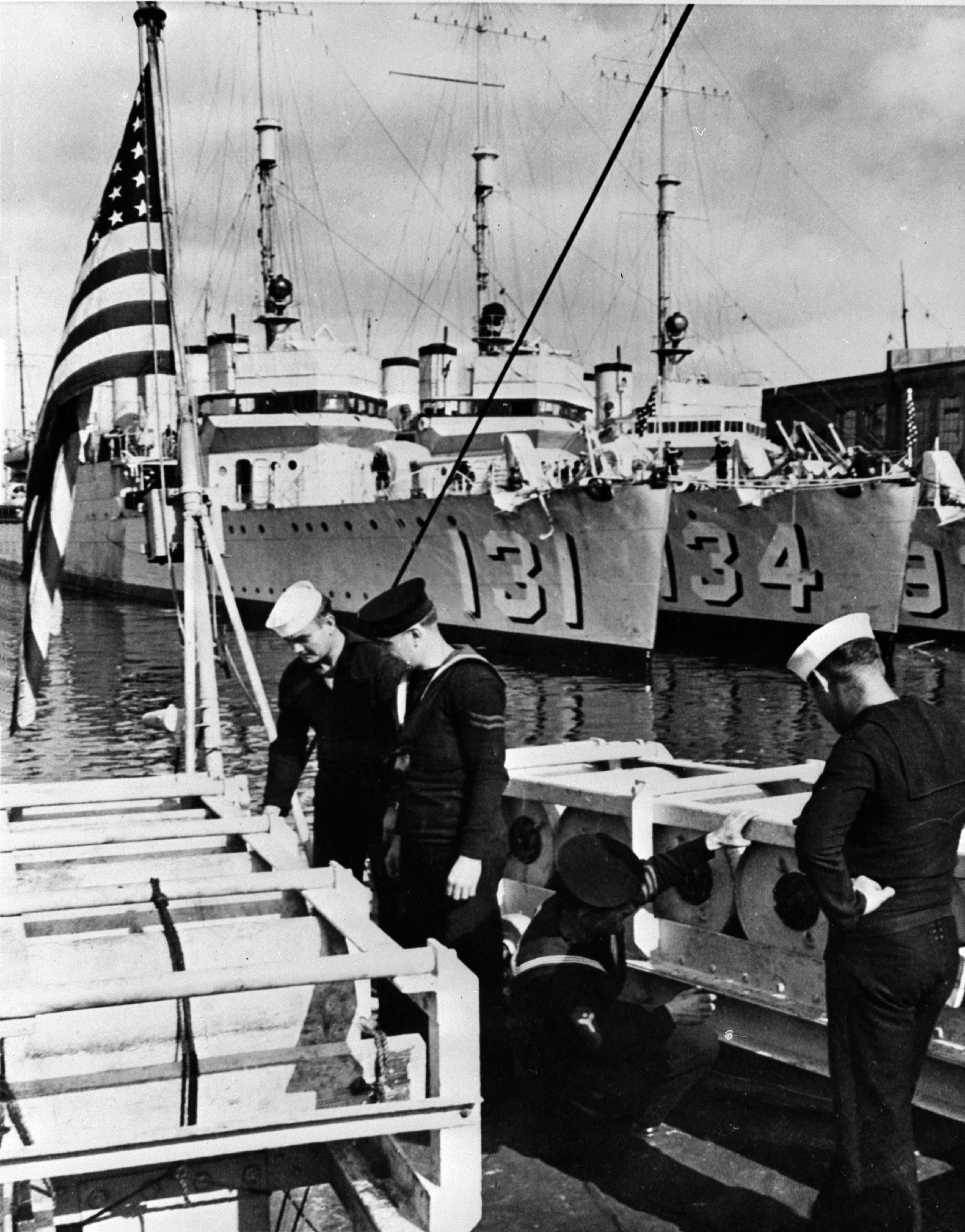
Marineros norteamericanos y británicos examinando cargas de profundidad. Al fondo se ven tres destructores de la clase Wickes antes de ser transferidos a la Marina Real Británica.

El acuerdo de destructores por bases (Destroyers for Bases agreement, en inglés) fue un acuerdo firmado el 2 de septiembre de 1940, justo un año después del inicio de la Segunda Guerra Mundial, por Estados Unidos y Gran Bretaña en virtud del cual la Armada de Estados Unidos transfería a la Marina Real Británica y a la Marina Real Canadiense cincuenta destructores a cambio de la instalación de bases norteamericanas en Terranova, Nueva Escocia, las islas Bermudas y en distintos puntos del Caribe, todos ellos territorios bajo dominio británico.
El acuerdo fue la respuesta a una petición del primer ministro británico Winston Churchill que necesitaba los destructores —que la Marina de Estados Unidos tenía en la reserva porque habían quedado obsoletos ya que habían sido construidos al final de la Primera Guerra Mundial— para defender las costas de Gran Bretaña ante la amenaza de invasión alemana y para escoltar los convoyes que abastecían a las islas británicas y que eran atacados por los submarinos de la Alemania nazi cuando atravesaban el Atlántico. Tras la aprobación en noviembre de 1939 de la ley conocida como cash and carry, este acuerdo fue el segundo paso importante que dio el presidente Franklin D. Roosevelt en la implicación de Estados Unidos en la Segunda Guerra Mundial a favor de los aliados. El tercer paso sería la aprobación en marzo de 1941 de la Ley de Préstamo y Arriendo.

## Antecedentes
Tras la rendición de Francia en junio de 1940 Gran Bretaña se quedó sola en la guerra contra las potencias del Eje. Alemania comenzó los preparativos para la invasión de las islas británicas y los submarinos alemanes al mando del almirante Karl Dönitz desde sus bases en la costa francesa desplegaron una mortífera campaña para hundir los barcos que llevaban suministros a Gran Bretaña.

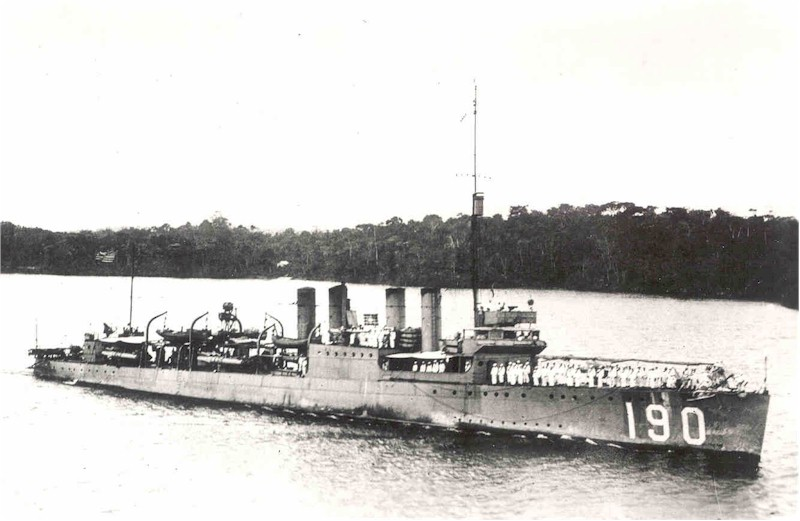
El destructor USS Satterlee de la clase Clemson transferido a la Marina Real Británica en virtud del acuerdo, recibiendo el nombre de HMS Belmont. Fue hundido por un submarino alemán en enero de 1942.

Los británicos tenían serios problemas para proteger los convoyes porque la mayoría de la flota estaba desplegada en el Canal de la Mancha y en el Mar del Norte para impedir la invasión de las islas británicas, además de que había sufrido graves pérdidas en la campaña de Noruega y en la evacuación de la Fuerza Expedicionaria Británica en Dunkerque. Unas pérdidas que la producción de sus astilleros no podía compensar —entre septiembre de 1939 y mayo de 1940 se habían botado sólo 14 destructores y 6 corbetas—. Esto es lo que explicaba la creciente efectividad de los submarinos alemanes —a pesar de que su número no era muy elevado pues a finales de 1940 sólo estaban operativos veintidós U-Boots—: en sólo tres meses, entre julio y septiembre de 1940, consiguieron hundir barcos por un valor total superior a las 750.000 toneladas. En una sola semana del mes de septiembre los U-Boots, entre los que destacó el capitaneado por Otto Kretschmer, hundieron 27 buques británicos —con un registro de más de 160.000 toneladas—.
Los ataques de los submarinos pusieron en grave riesgo el esfuerzo bélico británico y su capacidad de resistencia —el primer ministro Winston Churchill reconocería más adelante que la amenaza de los submarinos fue lo que realmente llegó a asustarle en el transcurso de la guerra—. Así pues, la amenaza de invasión y las pérdidas navales llevaron a Churchill a pedir al presidente Franklin D. Roosevelt que transfiriera a la Marina Real Británica y a la Marina Real Canadiense cincuenta destructores «sobrantes» de la Armada de los Estados Unidos.
El presidente Roosevelt se mostró en principio receptivo a la petición británica ya que desde que se había iniciado la Segunda Guerra Mundial había considerado que la derrota de Francia y de Gran Bretaña afectaría negativamente a los intereses norteamericanos y cuestionaría su sistema político democrático y su concepción del mundo. Pero no les podía proporcionar ni siquiera ayuda material porque se lo impedían las leyes de neutralidad aprobadas por el Congreso unos años antes de iniciarse la guerra a propuesta de los aislacionistas. La rápida victoria de Alemania sobre Polonia en septiembre de 1939 le había permitido abrir una primera brecha en las leyes de neutralidad cuando consiguió que el Congreso aprobara en noviembre de 1939 la ley conocida como cash and carry que permitía vender armas y otros bienes a los países envueltos en una guerra si éstos pagaban en efectivo (cash) y se encargaban ellos mismos de transportar lo comprado por sus propios medios asumiendo así todos los riesgos (carry). Esto hizo posible que Francia y Gran Bretaña pudieran comprar en Estados Unidos las armas que necesitaban.

## Las negociaciones

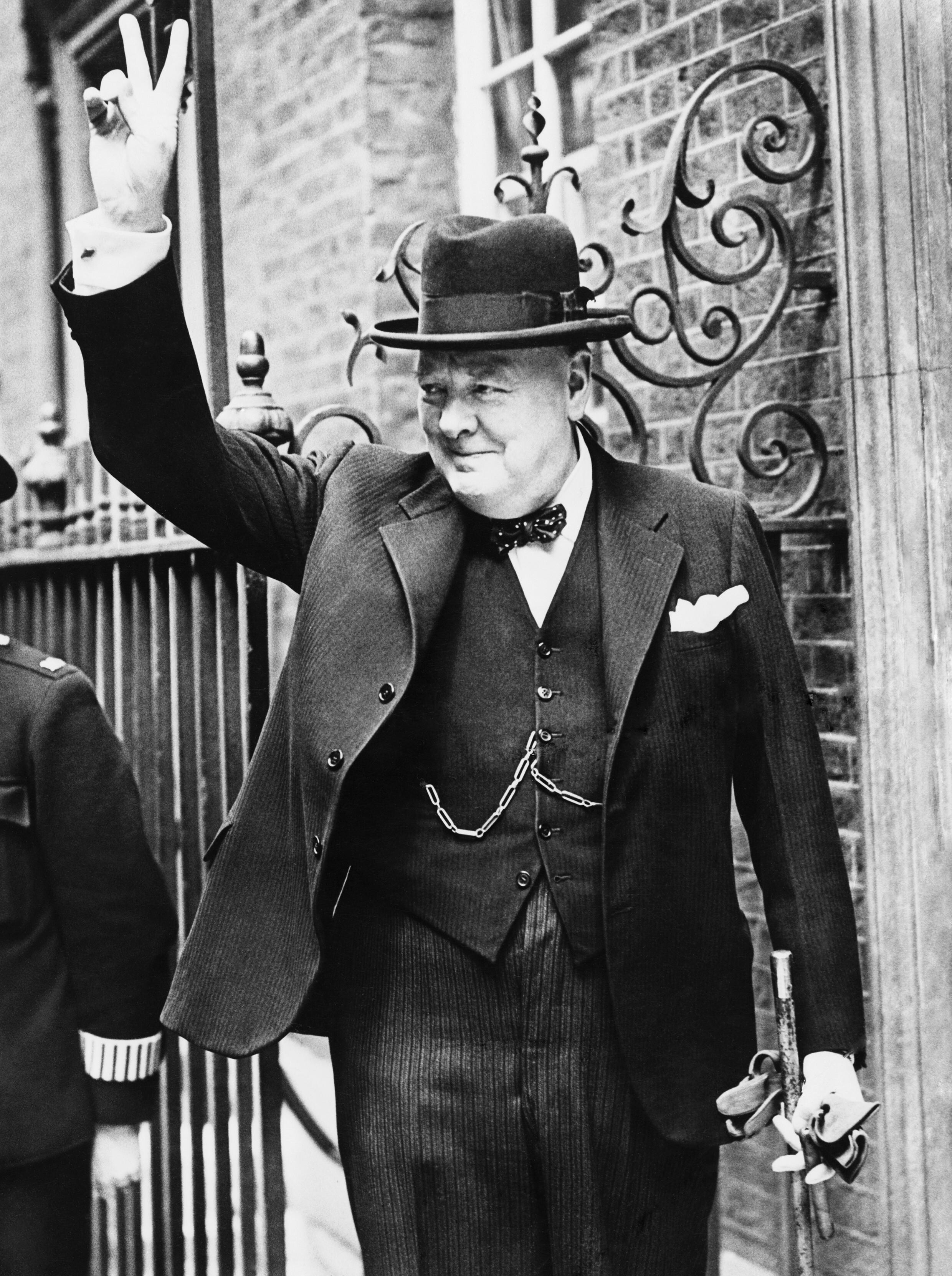
El primer ministro británico Winston Churchill en 1940 haciendo el signo de la victoria.

Churchill formuló la petición de los destructores por primera vez en la carta fechada el 15 de mayo de 1940 que envió a Roosevelt nada más ser nombrado primer ministro y en plena batalla de Francia. Precisamente encabezaba la lista de peticiones «el préstamo de cuarenta o cincuenta de sus destructores más antiguos», seguida de la compra de «varios cientos de los últimos modelos de aviones». Churchill le decía que pagaría en efectivo, pero añadía a continuación que esperaba que «cuando nuestros dólares o nuestro oro se agoten no habrá ningún problema con los créditos o las donaciones». La respuesta de Roosevelt llegó sólo tres días después y fue negativa ya que la Marina norteamericana se oponía a la cesión de los destructores porque se necesitaban para patrullar sus propias aguas.
La posición del gobierno norteamericano se modificó cuando se produjo la rendición de Francia, al mismo tiempo que cambiaba la opinión pública que, según las encuestas, apoyaba ahora por una amplísima mayoría que Estados Unidos incrementara su ayuda material a Gran Bretaña. Una primera prueba del cambio fue que ese mismo mes de junio de 1940 Roosevelt nombrara a Frank Knox y a Henry L. Stimson, dos republicanos partidarios de la intervención en la guerra, para los puestos clave de la Secretaría de Marina y de la Secretaría de Guerra, respectivamente. Pero la petición de los destructores no se resolvió inmediatamente porque existía el temor de que Gran Bretaña también fuera derrotada y los destructores cayeran en manos de los alemanes y los utilizaran para atacar a los Estados Unidos. Además Roosevelt quería que la Marina le asegurara que no eran necesarios para la defensa de Estados Unidos.
El 31 de julio Churchill reiteró en una nueva carta la petición de «cincuenta o sesenta de sus más viejos destructores» aludiendo a que la invasión de Gran Bretaña podría producirse en cualquier momento. «Señor Presidente, con gran respeto debo decirle que en la larga historia del mundo esto es algo que hay que hacer ahora», le escribió. El tema se discutió en una reunión del gabinete que se celebró el 2 de agosto y allí se acordó el préstamo de los destructores a cambio del arrendamiento de territorios británicos de América para instalar en ellos bases navales y aéreas estadounidenses, con lo que se compensarían los riesgos para la defensa de Estados Unidos y se dejaría sin argumentos a los aislacionistas que se oponían a la cesión. También se exigirían garantías a Gran Bretaña de que en el caso de que fuera derrotada su flota no caería en manos de Alemania, y que sería conducida a Canadá o a Estados Unidos. Los términos fueron comunicados a Churchill y éste aceptó inmediatamente.

## El acuerdo
El acuerdo de destructores por bases fue firmado en Washington D. C. el 2 de septiembre de 1940 por el secretario de Estado de Estados Unidos Cordell Hull y por el embajador británico Lord Lothian. Al día siguiente el almirante Harold R. Stark, jefe de operaciones navales, certificó que los cincuenta destructores no eran esenciales para la defensa de Estados Unidos. Los destructores finalmente se dirigieron a Halifax en Nueva Escocia, una posesión británica. Los destructores eran de la clase Caldwell, Wickes y Clemson y todos ellos habían sido construidos al finalizar la Primera Guerra Mundial.
A cambio de los destructores «sobrantes» Estados Unidos pudo instalar bases aéreas y navales en Terranova, Nueva Escocia, las islas Bermudas, las islas Bahamas y diversas posesiones británicas en el Mar Caribe, como la isla de Trinidad (actual Trinidad y Tobago) y la Guayana.

## Consecuencias

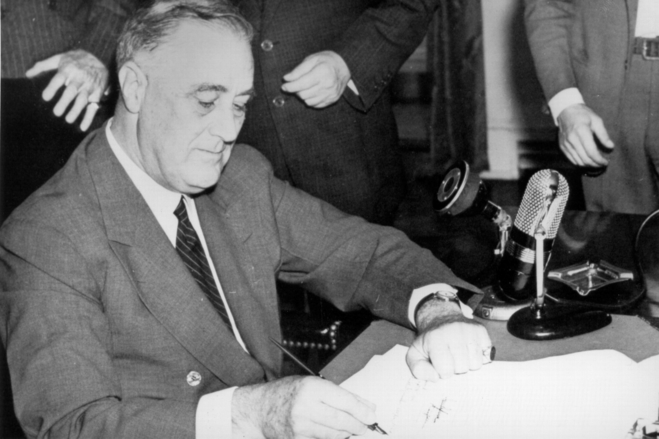
El presidente Franklin D. Roosevelt firmando la Ley del Servicio Militar Obligatorio el 16 de septiembre de 1940, pocos días después del acuerdo de destructores por bases.

Según Williamson Murray y Allan R. Millett, los destructores a pesar de su antigüedad «representaron un refuerzo valiosísimo para las marinas británica y canadiense en un momento de extrema necesidad» — de hecho en octubre de 1940 las pérdidas de buques por ataques de los submarinos alemanes superaron las 300.000 toneladas—. Ian Kershaw afirma, por el contrario, que «los destructores tuvieron un escaso valor práctico. Sólo nueve fueron puestos en servicio por la Royal Navy antes del final del año… En una fecha tan tardía como mayo de 1941 no más de treinta estaban en servicio». Además, como reconocen Murray y Millet, la reducción de las pérdidas navales en los dos meses finales de 1940 —133.000 toneladas en noviembre y 193.000 en diciembre— se debió sobre todo a la suspensión de la invasión de Inglaterra por Hitler, tras el fracaso en la batalla de Inglaterra, que permitió enviar al Atlántico a una parte de la flota que había sido desplegada en el canal de La Mancha con lo que aumentó el número de buques de guerra que protegían los convoyes.
Pero dejando de lado la utilidad práctica del acuerdo, lo que es innegable es su simbolismo y su importancia estratégica pues suponía que Estados Unidos ya no podía ser considerado estrictamente como un país neutral —y eso fue lo que más valoraron los británicos, como el propio Churchill reconoció más tarde al describir el acuerdo como un «acto decididamente no neutral de Estados Unidos» y un acontecimiento que «condujo a los Estados Unidos definitivamente más cerca de nosotros y de la guerra»—. La reacción de las potencias del Eje es una prueba de ello. Mussolini lo interpretó como un paso hacia la intervención de Estados Unidos en la guerra. La reacción de la Alemania nazi fue más dura pues consideró el acuerdo como «un acto abiertamente hostil contra Alemania» —como respuesta se llegó a contemplar la ocupación de las islas Azores o de las islas Canarias—. Además, según Ian Kershaw, el acuerdo jugó un papel importante en la decisión de Hitler de invadir la Unión Soviética y de destruirla antes de que Estados Unidos se rearmara, un proceso que él calculaba que se completaría en 1945. Asimismo el acuerdo aceleró las negociaciones entre Alemania y Japón que culminaron con la firma del Pacto Tripartito ese mismo mes de septiembre de 1940.